# Bertrand Bonello
Bertrand Bonello, född 1968, är en fransk filmregissör.
Hans andra film, Le Pornographe, belönades med FIPRESCI-priset vid filmfestivalen i Cannes 2001. Hans filmer L'Apollonide : Souvenirs de la maison close (2011) och Saint Laurent (2014) fick vardera åtskilliga nomineringar till Césarpriset.
Hans filmer skildrar ofta politiskt desillusionerade och obeslutsamma karaktärer.

## Filmografi
- 1998 – Quelque chose d'organique
- 2001 – Le Pornographe
- 2003 – Tiresia
- 2008 – De la guerre
- 2011 – L'Apollonide : Souvenirs de la maison close
- 2014 – Saint Laurent
- 2016 – Nocturama
- 2021 – Titane
- 2022 – Coma
- 2023 – La Bête